# Djupån och Lyckåsen västra
Djupån och Lyckåsen västra var en av SCB namnsatt och namngiven småort i Huddinge kommun i Stockholms län. Den omfattade bebyggelse i form av tidigare fritidshus sydost om Magelungen och väster om Nynäsvägen och Skogås strax öster om vattendraget Djupån. Vid småortsavgränsningen 2015 hade småorten vuxit samman med tätorten Stockholm.